# Boortri-jodide
Boortri-jodide (BI3) is een corrosieve verbinding van boor en jood. De stof komt voor als kleurloze naaldvormige kristallen, die onoplosbaar zijn in water.

## Synthese
Boortri-jodide kan bereid worden uit reactie van lithiumboorhydride en di-jood:
{\displaystyle {\ce {3LiBH4 + 8I2 -> 3LiI + 3BI3 + 4H2 + 4HI}}}

## Structuur en eigenschappen
Boortri-jodide neemt, zoals alle boorhaliden, een trigonaal planaire structuur aan. Vanwege een leeg p-orbitaal bij boor is het een sterk Lewiszuur. De kristallen bezitten een hexagonale structuur.
Boortri-jodide reageert met water tot boorzuur en waterstofjodide:
{\displaystyle {\ce {BI3 + 3H2O <=> B(OH)3 + 3HI}}}

## Toepassingen
Boortri-jodide wordt hoofdzakelijk gebruikt ter synthese van andere boor- of joodverbindingen. Verder wordt het ook als katalysator gebruikt.